# Bentley (Illinois)
Pour les articles homonymes, voir Bentley.
Bentley est une petite ville du comté de Hancock, dans l'Illinois, aux États-Unis. Elle est incorporée le 25 mars 1869. Lors du recensement de 2010, la ville comptait une population de 35 habitants.

## Source de la traduction
- (en) Cet article est partiellement ou en totalité issu de l’article de Wikipédia en anglais intitulé « Bentley, Illinois » (voir la liste des auteurs).